# 아마눌라 칸
아마눌라 칸(파슈토어: غازي امان الله خان, 다리어: غازي امان الله خان, 영어: Amanullah Khan, 1892년 6월 1일~1960년 4월 25일)은 1919년부터 1929년 퇴위할 때까지 아프가니스탄 왕국의 군주였다. 1919년 8월 제3차 영국-아프가니스탄 전쟁이 끝난 후, 아프가니스탄은 보호국 지위를 포기하고 영국의 영향력으로부터 자유로운 독립 외교 정책을 추구할 수 있었다.
그의 통치는 하비불라 칼라카니와 그의 추종자들에 의한 봉기로 인해 완전히 성공하지는 못했지만, 서구식 설계로 아프가니스탄을 현대화하려고 시도하면서 극적인 정치적, 사회적 변화로 특징지어졌다. 1929년 1월 14일, 아마눌라는 퇴위하고 이웃 영국령 인도로 피신했다. 영국령 인도에서 그는 유럽으로 건너가 30년간의 망명 생활 끝에 1960년 이탈리아에서 사망했다(《브리태니커 백과사전》에 따르면 아마눌라는 스위스 취리히에서 사망했다). 그의 시신은 아프가니스탄으로 옮겨져 잘랄라바드에 묻혔다.

## 어린 시절

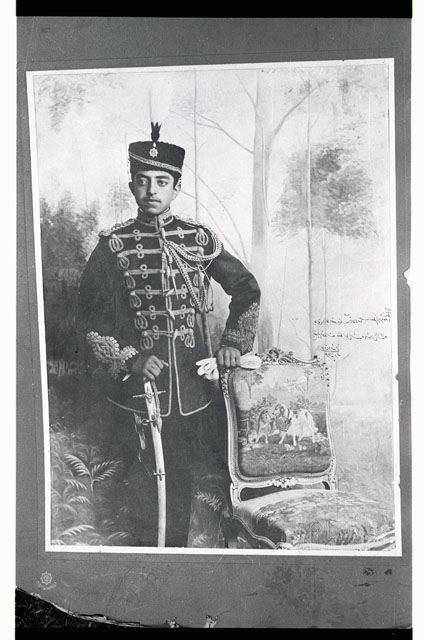
어린 아마눌라

아마눌라 칸은 1892년 6월 1일 아프가니스탄 카불 근처 파그만에서 태어났다. 그는 아미르 하비불라 칸의 셋째 아들이었다. 아마눌라는 카불의 총독으로 임명되었고 군대와 재무부를 통제했으며, 대부분의 부족 지도자들의 충성을 얻었다.
1919년 2월, 아미르 하비불라 칸은 아프가니스탄 라그만주로 사냥 여행을 떠났다. 그의 수행원 중에는 나스룰라 칸과 하비불라의 맏아들 이나야툴라, 하비불라의 총사령관 나디르 칸이 있었다. 1919년 2월 20일 저녁, 하비불라는 아프가니스탄 왕위 계승자인 나스룰라의 명령에 따라 텐트에서 잠을 잔 페이지 중 하나인 슈자 우드다울라에 의해 암살되었다. 나스룰라는 처음에는 왕좌를 차지하기를 거부했고 하비불라의 첫 번째 출생자인 이나야툴라 칸에 대한 충성을 선언했다. 이나야툴라는 거절하고 그의 아버지가 나스룰라를 정당한 후계자로 만들었고 그가 에미르가 되기를 원한다고 말했다. 모든 지역 부족들은 또한 신앙심이 깊고 신앙심이 깊은 나스룰라에게 충성을 다했다.
1919년 2월 21일, 하비불라의 나머지 일행은 잘랄라바드로 향했고, 나스룰라는 하비불라의 장남 이나야툴라의 지원을 받아 아미르로 선포되었다.

## 내전
아마눌라의 유럽 방문 기간 동안, 그의 통치에 대한 반대는 잘랄라바드의 반란이 수도로 행진하는 것으로 절정에 달했고, 대부분의 군대는 저항하기보다는 도망쳤다. 1929년 1월, 아마눌라는 퇴위하고 당시 영국령 인도로 일시 망명했다. 그의 동생 이나야툴라 칸은 "사카우파" 반대운동의 지도자인 하비불라 칼라카니가 집권할 때까지 며칠간 아프가니스탄의 차기 국왕이 됐다. 인도에 있는 동안 칼라카니는 반 사카위파 부족들과 싸웠다. 3월 22일, 아마눌라는 카불에 도착하여 칼라카니를 제거하기 위해 칸다하르에 있는 아프가니스탄 집결군으로 돌아왔다. 1929년 5월 23일, 그는 다시 인도로 도망쳤고, 이번에는 그의 나라로 돌아가지 못했다.

## 사망

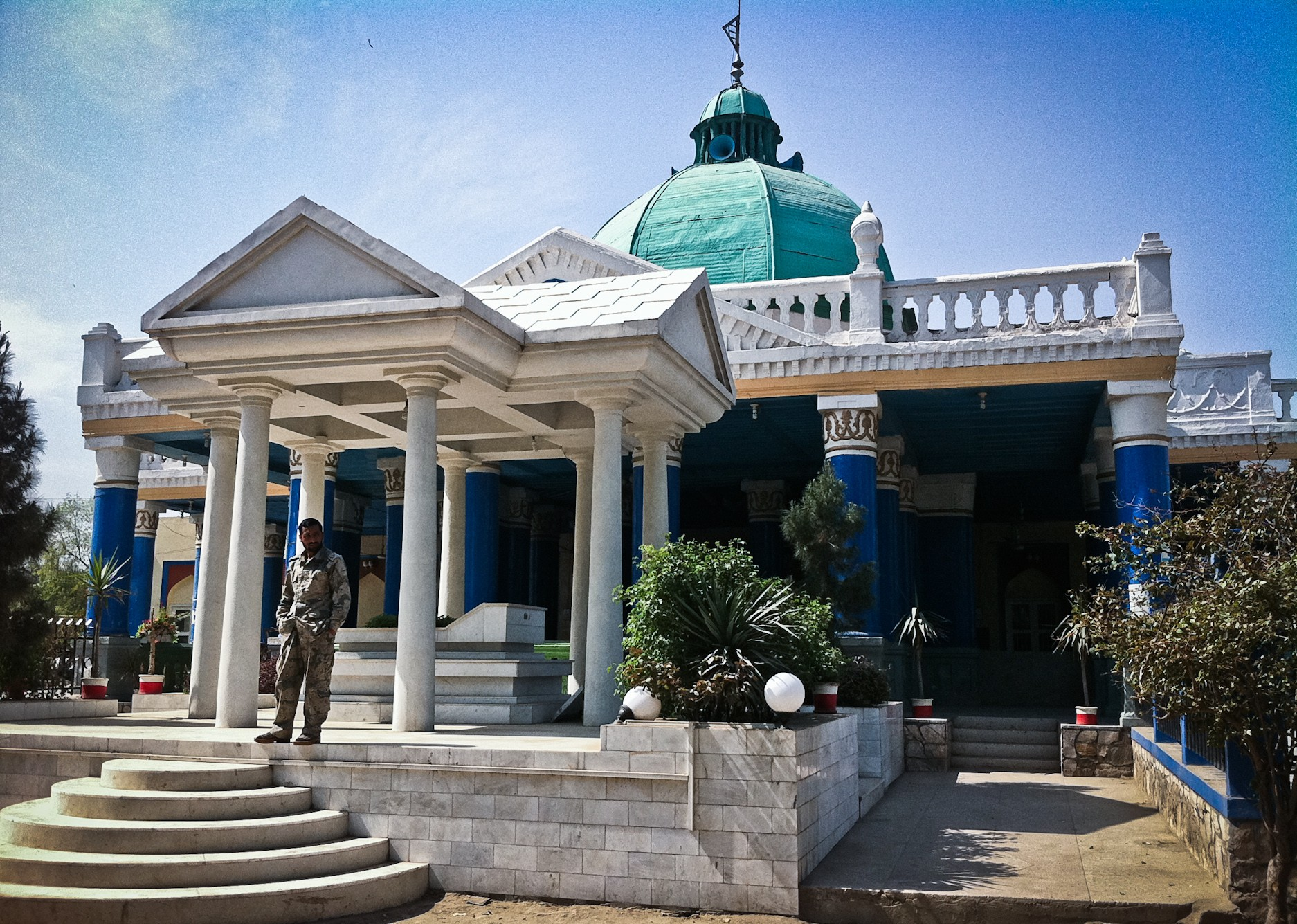
잘랄라바드의 아마눌라 칸 영묘

인도로 도피한 후, 아마눌라 칸은 세계 순방 중에 비토리오 에마누엘레 3세로부터 성화 훈장을 받았기 때문에 이탈리아로 망명을 신청했다. 이탈리아나 스위스 취리히의 다른 소식통에 따르면 그는 결국 1960년에 사망했다. 그의 시신은 아프가니스탄으로 옮겨져 동부 도시 잘랄라바드에 묻혔다. 그는 미망인 아내와 아프가니스탄의 인도 공주를 포함한 4남 5녀를 남겼다.

## 같이 보기
- 아프가니스탄의 역사